# Видання
Вида́ння — документ, який пройшов редакційно-видавниче опрацювання, виготовлений друкуванням, тисненням або іншим способом, містить інформацію, призначену для поширення. 
Юридична особа, що здійснює підготовку і випуск видання, вступає у правові, майнові, виробничі відносини з суб'єктами інших сфер економіки і культури, називається видавце́м.

## Загальне поняття згідно ДСТУ 3017
Згідно з ДСТУ 3017:2015 видання — це твір (документ), який:
- пройшов редакційно-видавниче опрацювання;
- відтворений друкуванням, тисненням або виготовлений електронним записом на будь-якому носієві чи іншим способом;
- містить інформацію, призначену для поширення;
- відповідає вимогам державних стандартів, інших нормативних документів щодо їхнього видавничого оформлення і поліграфічного й технічного виконання.

У цьому контексті під документом слід розуміти матеріальний об'єкт, що містить інформацію, яку створила людина з метою поширення в часі та просторі. Видання, що поряд з друкованим текстом містить записи звуків чи зображення на інших матеріальних носіях (платівках, магнітофонних стрічках, фотоплівках, слайдах, аудіо-та відеокасетах), або таке, що мас супровідну допоміжну інформацію (дискети тощо), зветься комбінованим.
Слід розуміти що твір - результат (продукт) творчої діяльності людини, який має закінчений вигляд і втілений у будь-яку матеріальну форму.

## Основні види видань
- за носієм інформації та матеріалом, на якому її відтворюють:
  - паперові (носій — папір, відтворення інформації — на папері);
  - електронні (носій — електронна пам'ять, відтворення інформації — на екрані);

- за формою інформації:
  - знакові (текстові, нотні, брайлівські);
  - графічні (ілюстраційні, картографічні, креслярські);
  - аудіальні;
  - відео;
  - комбіновані (комбінації знакових, графічних, аудіальних, відео);

- за цільовим призначенням:
  - офіційне видання — видання матеріалів інформаційного, нормативного чи директивного характеру, що публікується від імені державних органів, відомств, установ чи громадських організацій;
  - наукове видання — видання результатів теоретичних і (чи) експериментальних досліджень, а також підготовлених науковцями до публікації пам‘яток культури, історичних документів та літературних текстів;
  - науково-популярне видання — видання відомостей теоретичних та (чи) експериментальних досліджень в галузі науки, культури і техніки, викладених у формі, зрозумілій читачам-нефахівцям;
  - науково-виробниче видання — видання відомостей результатів теоретичних та (чи) експериментальних досліджень, а також конкретних рекомендацій, щодо їх впровадження у практику;
  - виробничо-практичне видання — видання відомостей з технології, техніки й організації виробництва, а також інших галузей суспільної практики, призначене фахівцям певного профілю та відповідної кваліфікації;
  - нормативне виробничо-практичне видання — видання норм, правил і вимог з конкретних сфер виробничо-практичної діяльності;
  - виробничо-практичне видання для аматорів — видання відомостей з технології, техніки та організації виробництва, окремих його галузей, а також інших сфер суспільної практики, викладених у формі, зрозумілій читачам-нефахівцям;
  - навчальне видання — видання систематизованих відомостей наукового або прикладного характеру, викладених у зручній для вивчення і викладання формі;
  - громадсько-політичне видання — видання твору громадсько-політичної тематики;
  - довідкове видання — видання коротких відомостей наукового чи прикладного характеру, розміщених у порядку, зручному для їх швидкого пошуку, не призначене для суцільного читання;
  - видання для організації дозвілля — видання популярно викладених загальнодоступних відомостей щодо організації побуту, дозвілля, різноманітних форм самодіяльної творчості, різних видів захоплень;
  - рекламне видання — видання відомостей щодо виробів, послуг, заходів, культурно-історичних об‘єктів, творчих колективів тощо, у формі, яка привертає увагу, сприяє реалізації товарів і послуг, запрошує до ознайомлення чи відвідування;
  - літературно-художнє видання — видання твору художньої літератури

- за повторюваністю:
  - одноразові: книжкові видання, аркушеві видання;
  - багаторазові (серійні): періодичні й неперіодичні;

- за періодичністю:
  - неперіодичне видання;
  - серіальне видання;
  - періодичне видання;
  - продовжуване видання;

- за конструкційними особливостями матеріальної будови (паперові видання):
  - аркушеві (несфальцьовані аркуші);
  - газетні (сфальцьовані аркуші);
  - книжко-журнальні (зшиті чи склеєні зошити);

- за обсягом (паперові видання):
  - листівки (аркушеві видання обсягом від 1 до 4 с.);
  - брошури (книжкові видання обсягом від 4 до 48 с.);
  - книги (книжкові видання обсягом понад 48 с.);

- за місцем розташування інформації (електронні, зокрема цифрові, видання):
  - на компакт-дисках (знакові, графічні, аудіальні, аудіовізуальні, комбіновані);
  - на сайтах інтернету (інтернет-видання: книжкові видання, періодичні видання).

## Періодичність
Періодичність означає регулярність випуску видань, що визначаються кількістю його чисел чи випусків за певний проміжок часу.
- Неперіодичне видання — виходить одноразово і продовження якого не передбачене. Перш за все це листівки, брошури та книги. Також до неперіодичних видань належать і книжкові видання у двох чи багатьох томах, або в двох чи кількох частинах.
- Серіальне видання — виходить протягом часу, тривалість якого заздалегідь не визначена, як правило, нумерованими чи датованими випусками (томами) з постійною спільною назвою.
- Періодичне видання — виходить через певні проміжки часу, має заздалегідь визначену постійну щорічну кількість і назву нумерованих чи датованих, однотипово оформлених випусків, які не повторюються за змістом.
- Продовжуване видання — виходить через заздалегідь невизначені проміжки часу, в міру накопичення матеріалу, нумерованими та (чи) датованими випусками, неповторюваними за змістом, однотипово оформленими, із спільною назвою..

Періодичні і продовжувані видання мають власний типологічний ряд. Його головними складовими є газета; журнал; бюлетень; календар.
Газета — це періодичне видання, що має постійну назву, виходить через короткі проміжки часу, містить, відповідно до своєї програми, оперативну інформацію, різножанрові текстові та зображальні матеріали.
Журнал або часопис — це періодичне зброшуроване видання, що має постійну назву, виходить через триваліші проміжки часу, містить, відповідно до своєї програми, різноманітні матеріали як інформаційного, так і аналітичного характеру, зазвичай у обкладинці.
Бюлетень — видання оперативного характеру з постійними рубриками (періодичне або продовжуване), що містить різноманітні матеріали організації-засновника. Слово «бюлетень» походить від французького фр. bulletin, що первинно означало записку, аркуш.
Розрізняють такі види бюлетенів:
- нормативний (матеріали нормативного, директивного чи інструктивного характеру, що видаються здебільшого державним органом);
- довідковий або інформаційний (інформаційні або довідкові матеріали, розміщені за алфавітним чи проблемно-тематичним принципами);
- рекламний (реклама послуг, товарів, заходів для населення);
- бюлетень-хроніка (регулярні повідомлення про діяльність організації-засновника);
- бюлетень-таблиця (різноманітні фактичні дані, викладені у вигляді таблиць);
- статистичний (статистичні дані з тієї чи іншої сфери життя та діяльності суспільства).

Календар — періодичне довідкове видання, в якому в чіткій послідовності зазначаються дні, тижні, місяці конкретного року, а також вміщується різноманітна інформація.
Виділяють такі види календарів:
- відривний (перекидний) календар — настінний (настільний) календар-щорічник, на окремих аркушах якого зазначається число, назва місяця, дня тижня тощо; такі аркуші відривають або перекидають;
- табель-календар — аркушеве видання, на якому в формі таблиці наведено перелік днів року, розташованих за місяцями;
- календар книжкового типу — календар-щорічник, який випускається у вигляді книжкового видання, з матеріалами, підібраними до певної тематики і призначений певним категоріям читачів;
- календар знаменних дат — календар-щорічник (щоквартальник, щомісячник, щотижневик) з вибірковим переліком днів року, пов‘язаних з певними пам‘ятними подіями та відомостями щодо цих подій.